# Улица Малиева
Улица Малиева — улица во Владикавказа, Северная Осетия, Россия. Находится в Северо-Западном муниципальном округе между Тургеневской улицей и проспектом Доватора. Начинается от Тургеневской улицы.
Улица Малиева пересекается с улицами Кастанаева, Леваневского, Левченко, Галковского и Щорса. На улице Малиева заканчивается улица Генерала Хетагурова.
Названа именем осетинского поэта и педагога Георгия Малиева.
Улица образовалась в середине XX века. В 1960 году обозначена как «улица Северная». 13 апреля 1990 года была переименована в улицу Малиева.